# Okruh (algebra)
Okruh je v matematice algebraická struktura s dvěma binárními operacemi běžně nazývanými sčítání a násobení. Přitom sčítání splňuje axiomy Abelových grup a násobení axiomy pologrupy. Navíc obě operace jsou svázány distributivitou - lze roznásobit součet. Typickým příkladem okruhu je množina celých čísel s běžně známými operacemi sčítání a násobení.

## Definice okruhu
Strukturu {\displaystyle R} s nosičem R a dvěma binárními operacemi + (sčítání) a · (násobení) na R nazýváme okruh, platí-li pro všechny prvky R x, y, z následující axiomy:
1. Uzavřenost obou operací: x + y i x · y jsou prvky R.
2. Asociativita sčítání i násobení: (x + y) + z = x + (y + z), (x · y) · z = x · (y · z).
3. Existence nulového prvku 0 vzhledem ke sčítání.
4. Existence opačného prvku vzhledem ke sčítání: pro každé x z R existuje y z R tak, že x + y = 0 = y + x, značíme y = −x.
5. Komutativita sčítání: x + y = y + x.
6. (Oboustranná) distributivita násobení ke sčítání: x · ( y + z) = (x · y) + (x · z), (y + z) · x = (y · x) + (z · x).

## Vlastnosti
Množina R s operací +, tj. (R, +), je tedy Abelova grupa.
Množina R s operací ·, tj. (R, ·), je tedy pologrupa.
Pokud navíc existuje jednotkový prvek (neutrální při násobení), jedná se o unitární okruh (nebo také okruh s jednotkovým prvkem).
Pokud navíc neexistují tzv. dělitelé nuly, jedná se o tzv. obor.
Pokud je obor navíc komutativní, jedná se o obor integrity.
Pokud existují v unitárním okruhu převrácené prvky, nazýváme takový okruh těleso. Jeho nenulové prvky tvoří tedy s operací násobení grupu.

## Příklady okruhů
- Obor celých čísel {\displaystyle \scriptstyle \mathbb {Z} }
- Lineární zobrazení na {\displaystyle \scriptstyle \mathbb {R} ^{n}} s operací sčítání a skládání tvoří okruh. Obecná zobrazení však okruh netvoří, neboť není splněn předpoklad distributivity skládání.
- Polynomy s koeficienty v {\displaystyle \scriptstyle \mathbb {Z} }, {\displaystyle \scriptstyle \mathbb {R} } i {\displaystyle \scriptstyle \mathbb {C} }.
- Triviální okruh R = {0}. Jedná se o jediný okruh takový, že 0 = 1.
- Artinovský okruh. Každý artinovský okruh je zároveň noetherovským okruhem, ovšem opačně to neplatí.

## Podokruh
Když S je neprázdná podmnožina R, pak v okruhu (R, +, ·) je podokruh (S, +, ·) okruhu R, právě když pro všechna a, b z S do něj patří a+b i a·b.